# A lyga (2023)
A lyga 2023 (znana jako Optibet A lyga ze względów sponsorskich) była 34. edycją najwyższej klasy rozgrywkowej piłki nożnej w Litwie.
Brało w niej udział 10 drużyn, które w okresie od 3 marca 2023 do 12 listopada 2023 rozegrały 36 kolejek meczów. Sezon zakończył baraż o A lyga.
Obrońcą tytułu była drużyna Žalgiris Wilno. Mistrzostwo po raz pierwszy w historii zdobyła drużyna Panevėžys.

## Uczestniczące drużyny
| Uczestnicy poprzedniej edycji | Uczestnicy poprzedniej edycji | Uczestnicy poprzedniej edycji | Uczestnicy poprzedniej edycji |
| --- | ----------------------------- | ----------------------------- | ----------------------------- |
| ŽAL | Žalgiris Wilno                | Wilno                         | 1                             |
| KAU | Žalgiris Kowno                | Kowno                         | 2                             |
| PAN | FK Poniewież                  | Poniewież                     | 3                             |
| HEG | FC Hegelmann                  | Kowno                         | 4                             |
| RIT | FK Riteriai                   | Troki                         | 5                             |
| SŪD | Sūduva Mariampol              | Mariampol                     | 6                             |
| SIA | FA Šiauliai                   | Szawle                        | 7                             |
| BAN | Banga Gorżdy                  | Gorżdy                        | 8                             |
| po barażach |                               |                               |                               |
| DZI | Džiugas Telsze                | Telsze                        | 9                             |
| Awans z LFF I lyga |                               |                               |                               |
| DFK | DFK Dainava                   | Olita                         | 1                             |
| Oznaczenia: - kolumna pierwsza – skróty nazw drużyn, - kolumna trzecia – siedziba klubu, - kolumna czwarta – miejsce zajęte w poprzednim sezonie. |                               |                               |                               |

## Tabela
| Lp. | Drużyna        | M  | Z  | R  | P  | B+ | B- | +/– | Pkt | Kwalifikacja lub spadek                        |
| --- | -------------- | -- | -- | -- | -- | -- | -- | --- | --- | ---------------------------------------------- |
| 1   | Panevėžys (M)  | 36 | 26 | 9  | 1  | 64 | 14 | +50 | 87  | Liga Mistrzów UEFA • I runda kwalifikacyjna    |
| 2   | Žalgiris       | 36 | 23 | 6  | 7  | 67 | 28 | +39 | 75  | Liga Konferencji UEFA • I runda kwalifikacyjna |
| 3   | Šiauliai       | 36 | 16 | 14 | 6  | 51 | 35 | +16 | 62  | Liga Konferencji UEFA • I runda kwalifikacyjna |
| 4   | Kauno Žalgiris | 36 | 15 | 14 | 7  | 61 | 40 | +21 | 59  |                                                |
| 5   | Hegelmann      | 36 | 18 | 5  | 13 | 62 | 43 | +19 | 59  |                                                |
| 6   | Banga          | 36 | 10 | 6  | 20 | 22 | 52 | −30 | 36  |                                                |
| 7   | Sūduva         | 36 | 10 | 5  | 21 | 28 | 60 | −32 | 35  |                                                |
| 8   | Dainava        | 36 | 7  | 10 | 19 | 25 | 40 | −15 | 31  |                                                |
| 9   | Džiugas (B, O) | 36 | 4  | 13 | 19 | 25 | 57 | −32 | 25  | baraż o A lyga                                 |
| 10  | Riteriai (S)   | 36 | 5  | 10 | 21 | 26 | 62 | −36 | 25  | spadek do LFF I Lyga                           |

## Wyniki
| Gospodarz \ Gość | BAN | DAI | DZI | HEG | KAU | PAN | RIT | SIA | SUD | ZAL | BAN | DAI | DZI | HEG | KAU | PAN | RIT | SIA | SUD | ZAL |
| ---------------- | --- | --- | --- | --- | --- | --- | --- | --- | --- | --- | --- | --- | --- | --- | --- | --- | --- | --- | --- | --- |
| Banga            |     | 2–1 | 2–0 | 0–5 | 0–2 | 0–4 | 1–1 | 0–1 | 1–0 | 0–2 |     | 1–0 | 0–1 | 0–3 | 1–1 | 0–1 | 1–2 | 1–1 | 1–0 | 1–4 |
| Dainava          | 2–1 |     | 2–2 | 1–0 | 0–0 | 0–1 | 5–0 | 0–0 | 2–1 | 0–2 | 0–1 |     | 1–0 | 1–2 | 1–1 | 1–2 | 0–1 | 1–2 | 1–2 | 0–2 |
| Džiugas          | 1–2 | 0–1 |     | 2–0 | 0–0 | 0–3 | 1–1 | 1–1 | 0–2 | 0–2 | 0–1 | 2–1 |     | 1–2 | 0–2 | 0–3 | 2–2 | 3–3 | 1–1 | 1–2 |
| Hegelmann        | 5–0 | 3–0 | 2–0 |     | 3–2 | 2–4 | 0–1 | 2–3 | 6–0 | 0–1 | 1–0 | 0–0 | 1–1 |     | 1–1 | 0–0 | 1–0 | 3–1 | 2–0 | 2–0 |
| Kauno Žalgiris   | 0–0 | 1–0 | 3–1 | 4–0 |     | 0–1 | 3–1 | 0–0 | 3–0 | 1–1 | 3–1 | 1–1 | 0–0 | 4–2 |     | 1–1 | 3–2 | 3–2 | 1–1 | 2–5 |
| Panevėžys        | 2–0 | 0–0 | 4–0 | 1–0 | 2–1 |     | 3–1 | 3–1 | 0–0 | 0–0 | 2–0 | 2–0 | 0–0 | 2–2 | 3–0 |     | 1–0 | 2–0 | 2–1 | 2–0 |
| Riteriai         | 0–0 | 0–0 | 1–1 | 0–4 | 1–1 | 0–4 |     | 0–1 | 1–0 | 0–2 | 0–1 | 1–3 | 0–0 | 2–3 | 1–3 | 0–2 |     | 0–1 | 1–2 | 2–6 |
| Šiauliai         | 1–1 | 2–0 | 2–0 | 3–1 | 1–0 | 0–0 | 1–1 |     | 3–0 | 1–0 | 3–0 | 0–0 | 3–0 | 1–3 | 1–1 | 1–1 | 2–0 |     | 3–2 | 0–0 |
| Sūduva           | 0–2 | 2–0 | 1–0 | 2–0 | 2–4 | 0–2 | 0–0 | 0–2 |     | 2–1 | 1–0 | 2–0 | 0–0 | 0–1 | 2–6 | 0–1 | 0–3 | 2–0 |     | 0–2 |
| Žalgiris         | 1–0 | 0–0 | 2–3 | 1–0 | 2–1 | 2–1 | 1–0 | 2–2 | 4–0 |     | 1–0 | 1–0 | 4–1 | 4–0 | 0–2 | 1–2 | 3–0 | 2–2 | 4–0 |     |

1. ↑  Mecz 26. kolejki między Šiauliai a Džiugas został zweryfikowany jako walkower 3-0 dla Šiauliai[5]. Wynik na boisku 0-1.

## Baraż o A lyga
Džiugas wygrał 2:1 dwumecz z Be1 NFA drugą drużyną LFF I Lyga o miejsce w A lyga na sezon 2024.
| 18 listopada 2023 | Be1 NFA            | 1:1   | Džiugas                |                                                           |
| 12:00             | Tayrell Wouter 19' | (1:0) | 73' Milan Jezdimirović | NFA Stadium, Kowno Widzów: 150 Sędzia: Robertas Valikonis |

| 25 listopada 2023 | Džiugas                           | 1:0   | Be1 NFA |                                                                       |
| 12:00             | Nuno Rafael Lopes Pereira 69' (k) | (0:0) |         | Gargždai Central Stadium, Gargždai Widzów: 200 Sędzia: Donatas Rumsas |

## Najlepsi strzelcy
| Bramki | Strzelcy                | Drużyna        |
| ------ | ----------------------- | -------------- |
| 19     | Mathias Oyewusi Kehinde | Žalgiris Wilno |
| 18     | Filip Dangubić          | Hegelmann      |
| 14     | Eligijus Jankauskas     | Šiauliai       |
| 14     | Ariagner Smith          | Panevėžys      |
| 10     | Edvinas Girdvainis      | Kauno Žalgiris |
| 9      | Gratas Sirgėdas         | Kauno Žalgiris |
| 8      | Patrick Popescu         | Hegelmann      |
| 8      | Daniel Romanovskij      | Šiauliai       |

Źródło: 